# Forsters Passage
Forsters Passage är ett sund i Sydgeorgien och Sydsandwichöarna (Storbritannien). Det ligger i den sydöstra delen av Sydgeorgien och Sydsandwichöarna.